# اندیس آونج
آونج یک اندیس مصالح ساختمانی است که در حوالی شهر اردستان استان اصفهان قرار دارد و مادهٔ معدنی موجود در آن، سنگ لاشه آهکی است.  